# Tr3s Lunas
Tr3s Lunas (někdy též Tres Lunas) je dvacáté studiové album britského multiinstrumentalisty Mika Oldfielda. Bylo vydáno v létě 2002 (viz 2002 v hudbě) a v britském žebříčku prodejnosti hudebních alb se neumístilo.
Po dvou albech vydaných v jednom roce (1999: Guitars a The Millennium Bell) se Oldfield na nějaký čas odmlčel, aby v roce 2002 vydal své další studiové album. Na desce Tr3s Lunas, podobně jako v The Songs of Distant Earth, použil ve velké míře syntezátory a také kytary s technologií MIDI, kterými lze zahrát prakticky jakýkoliv zvuk (na Tr3s Lunas např. saxofon). Album Tr3s Lunas je téměř celé instrumentální, jedinou výjimkou je „hitovka“ „To Be Free“ (dokonce dvakrát, jednou upravená ve verzi pro rádia) zazpívaná Jude Simovou. Jako vokalistka se na albu vyskytuje také Oldfieldova sestra Sally.
Zajímavostí také je, že přebal alba navrhl fanoušek Hans Claesson. Album Tr3s Lunas se prodává s bonusovým CD, které obsahuje demoverzi Oldfieldovy hry MusicVR.

## Skladby
Všechny skladby napsal(i) Mike Oldfield. 
| Pořadí | Název                   | Délka |
| ------ | ----------------------- | ----- |
| 1.     | Misty                   | 3:59  |
| 2.     | No Man's Land           | 6:08  |
| 3.     | Return to the Origin    | 4:38  |
| 4.     | Landfall                | 2:19  |
| 5.     | Viper                   | 4:32  |
| 6.     | Turtle Island           | 3:40  |
| 7.     | To Be Free              | 4:21  |
| 8.     | Fire Fly                | 3:46  |
| 9.     | Tr3s Lunas              | 4:35  |
| 10.    | Daydream                | 2:15  |
| 11.    | Thou Art in Heaven      | 5:22  |
| 12.    | Sirius                  | 5:47  |
| 13.    | No Man's Land (Reprise) | 2:56  |
| 14.    | To Be Free (Radio Edit) | 3:56  |

## Obsazení
- Mike Oldfield – elektrická kytara, španělská kytara, basová kytara, syntezátory, mandolína, piano
- Jude Sim, Amar, Sally Oldfield – zpěv, vokály